# Ngasanya Ilongo
Ngasanya Saddam Ilongo (Kinshasa, 8 agosto 1984) è un calciatore della Repubblica Democratica del Congo. Con la propria nazionale ha disputato la Coppa delle Nazioni Africane in Egitto nel 2006.